# Diplazium solutum
Diplazium solutum là một loài thực vật có mạch trong họ Woodsiaceae. Loài này được (H. Christ) Lellinger miêu tả khoa học đầu tiên năm 1985.